# Onthophagus octonaevus
Onthophagus octonaevus är en skalbaggsart som beskrevs av Kabakov 1994. Onthophagus octonaevus ingår i släktet Onthophagus och familjen bladhorningar. Inga underarter finns listade i Catalogue of Life.